# Greenup (Illinois)
Greenup é uma vila localizada no estado americano de Illinois, no Condado de Cumberland.

## Demografia
Segundo o censo americano de 2000, a sua população era de 1532 habitantes.
Em 2006, foi estimada uma população de 1498, um decréscimo de 34 (-2.2%).

## Geografia
De acordo com o United States Census Bureau tem uma área de
4,4 km², dos quais 4,4 km² cobertos por terra e 0,0 km² cobertos por água. Greenup localiza-se a aproximadamente 180 m acima do nível do mar.

## Localidades na vizinhança
O diagrama seguinte representa as localidades num raio de 20 km ao redor de Greenup.